# Hare Krishna
Hare Krishna eller ISKCON er en religiøs bevægelse, som udspringer af en indisk hinduistisk tradition. Bevægelsens officielle navn er The International Society for Krishna Consciousness (Det Internationale Samfund for Krishnabevidsthed), men i Danmark kendes de for det meste som Hare Krishna eller Krishnabevægelsen. Navnet tager bevægelsen efter Krishna, en indisk guddom, der i Krishnabevægelsens teologi regnes for den ultimative personlighed og altets skaber.
Bevægelsens medlemmer er særligt kendt for deres farverige, flagrende gevanter, offentlige optog og deres praksis med at messe Hare Krishna-mantraet: "Hare Krishna, Hare Krishna, Krishna Krishna, Hare Hare. Hare Rama, Hare Rama, Rama Rama, Hare Hare."

## Teologi
Bevægelsen har sit ophav i en gren af hinduismen, den såkaldte gaudiavaishnavisme, der opstod i Indien i 1400-tallet. Dette er en monoteistisk teologi (jfr. dvaita), der regner guden Krishna, traditionelt en af Vishnus avatarer, for den højeste personlige guddom. Bevægelsens medlemmer praktiserer fire grundregler:
1. De spiser ikke kød, fisk og æg.
2. Sex er kun tilladt inden for ægteskab, og kun med det formål at få børn.
3. De driver ikke hasardspil.
4. De afholder sig fra alle rusmidler.

Optagelse i Krishnabevægelsen sker ved, at man i en periode messer Hare Krishna-mantraet et vist antal gange om dagen, nærmere bestemt 108 repetitioner seksten gange dagligt, i alt 1728 gange dagligt.
Mantraet anses for at være essentielt for medlemmerne. Ideen er, at man ved at messe og lytte til Hare Krishna-mantraet, som består af navne på Gud, etablerer direkte kontakt til Krishna, hvorved den praktiserende efterfølgende bliver inspireret til at tjene ham. Formålet er at se sig selv som Guds tjener og forsøge at glæde Gud med alle handlinger i hverdagen. I modsætning til mange andre traditioner forsøger den praktiserende ikke at tjene Gud direkte, men tilnærmer sig en såkaldt guru, som forbindes med Gud gennem en discipelrække, der går direkte tilbage til personen Krishna. Således anser den praktiserende sig selv for at være tjeneren af tjeneren af tjeneren ... af Krishna.

## Historie
Krishnabevægelsen blev grundlagt i Vesten i 1966 af A.C. Bhaktivedanta Swami Prabhupada (normalt omtalt "Srila Prabhupada" af følgerne) og kom til Danmark i 1980. Bevægelsen ledes efter Prabhupadas død i 1977 af en international bestyrelse med 108 medlemmer. 
Det skønnes at ca. 2/3 af hinduer (ca. 600 millioner) er vaisnavaer eller tilbedere af Vishnu (Krishna) og at bevægelsen har ca. 10.000 medlemmer i den vestlige verden.
I USA har bevægelsen haft interne konflikter samt stridigheder med resten af samfundet, hvilket har udmøntet sig i en række profilerede skandaler og kontroverser. I visse tilfælde er tidligere medlemmer blevet dømt til at betale erstatninger for misbrug af børn og sågar dømt for mord, noget bevægelsen selv gjorde opmærksom på i tidsskriftet ISKCON Communications Journal. Bevægelsen beskriver fænomenerne som noget der kan forventes af enhver organisation med mange medlemmer; at der vil altid være elementer der mistolker og misbruger organiseret religion.
I Sverige udgav Charlotte Essén i 2008 en selvbiografisk bog, om sin opvækst i Krishnabevægelsen i Sverige. Her beskrev hun omfattende omsorgssvigt, vold og mangelfuld undervisning. Hun efterlyste samtidig opmærksomhed fra det omliggende samfund.

## Familieliv
Organisationen har et autoritært styre, som bygger på, at ledere udses af højere instanser; lederne udvælges på baggrund af deres erfaring og uddannelse, og de åndelige lederes råd og vejledninger søges ofte i det daglige liv. Krishnabevægelsen efterstræber et nært sammenhold, som er bygget på sadhu sanga, omgang med åndeligt avancerede personer. Mange af medlemmerne søger udelukkende venskaber indenfor traditionen, og prioriterer personlig åndelig vejledning højt. Det er typisk at medlemmerne udvælger en guru der fungerer som en personlig åndelige instruktør og vejleder. Derudover søges der også yderligere vejledning fra andre seniorer i traditionen. Således har medlemmerne i praksis mange guruer. 
I Krishnabevægelsen anses manden for at være autoriteten i familien. Kvinderne ser deres rolle som en kærlig mor der sørger for alt det huslige, mens manden er den økonomisk ansvarlige og den som træffer de overordnede beslutninger. Filosofien er at børnene naturligt respekterer mor → mor respekterer far → far respekterer guru → guru respekterer og tilbeder Gud → barnet lærer at respektere og tilbede Gud. 
Kvinder og mænd holdes generelt adskilte, da man ikke ønsker unødigt at vække seksuelle begær. Mændene anser enhver kvinde som en moder (udover hans kone) og forsøger således at opretholde en respektfuld tone fri for begær. Kvinderne ser enhver mand som sin søn (pånær hendes mand) og forsøger således at fungere som en mor for hele samfundet. Formålet med adskillelsen er at understøtte et åndeligt fokus og således naturligt minimere den kropslige livsopfattelse. I sidste ende, i dødsøjeblikket, håber medlemmerne af Krishnabevægelsen på at komme til Guds rige i kraft af deres konstante dedikering til det Gudsbevidste liv. 
Mange Hare Krishna-medlemmer lever i kollektiver, omend andre konstellationer i stigende grad ses som acceptable. Livet i kollektivet karakteriseres af lange aktive dage med faste rutiner. Meditation, tempelbesøg, missionsvirksomhed og arbejde i bevægelsen forskellige foretagender (for størstedelen forlag og vegetariske restauranter) fylder således det meste af dagen.
I den senere tid har der været et vist reformarbejde inden for bevægelsen, idet man er gået i rette med forskellige misbrug og uretfærdigheder internt i bevægelsen.
Uden for de deciderede Hare Krishna-kollektiver findes der mange hundrede mennesker, som er mere løst knyttede bevægelsen, men ellers lever et verdsligt liv.

## Radio- og restaurantvirksomhed
Krishnabevægelsen driver i Danmark og Sverige en række restauranter med navnet Govindas, hvor der serveres vegetarisk mad. Dertil driver foreningen også radiostationer ved navn Radio Krishna; i Danmark som lokalradioer i Århus og København.